# El Zapotito
El Zapotito är en ort i Mexiko.   Den ligger i kommunen Villamar och delstaten Michoacán de Ocampo, i den centrala delen av landet, 400 km väster om huvudstaden Mexico City. El Zapotito ligger 1 717 meter över havet och antalet invånare är 264.
Terrängen runt El Zapotito är kuperad åt sydost, men åt nordväst är den platt. Runt El Zapotito är det ganska glesbefolkat, med 47 invånare per kvadratkilometer. Närmaste större samhälle är Jiquílpan de Juárez, 7,8 km nordväst om El Zapotito. I omgivningarna runt El Zapotito växer huvudsakligen savannskog.